# Alberto Abruzzese
Alberto Abruzzese (Roma, 14 agosto 1942) è un sociologo, scrittore e saggista italiano.
Dal 2005 al 2011 è stato professore ordinario di sociologia dei processi culturali e comunicativi e direttore dell'istituto di comunicazione presso l'Università IULM di Milano, dove è stato Prorettore per l'Innovazione Tecnologica e le Relazioni Internazionali, Direttore dell'Istituto di Comunicazione e Preside della Facoltà di Turismo, Eventi e Territorio.
Saggista prolifico, ha scritto di letteratura, di cinema, di sociologia della comunicazione e della pubblicità, di storia sociale dell'industria culturale e delle innovazioni tecnologiche, di mediologia, oltre ad aver pubblicato un romanzo (Anemia, 1982; da cui ha tratto successivamente un film omonimo) che è una variazione politica sul genere horror.

## Biografia
Si è laureato in lettere il 27 ottobre 1967 con Natalino Sapegno e Alberto Asor Rosa presso l'Università "La Sapienza" di Roma. Tra il 1972 e il 1992 ha insegnato sociologia dell'arte e della letteratura, sociologia della conoscenza e sociologia delle comunicazioni di massa presso l'Università "Federico II" di Napoli. Nel 1978 ebbe una piccola parte nel film Ecce Bombo di Nanni Moretti e dal 1992 al 2005 è stato professore ordinario presso la cattedra di sociologia delle comunicazioni di massa presso il corso di laurea in scienze della comunicazione della facoltà di sociologia dell'università “La Sapienza” di Roma di cui è stato preside tra il 1995 e il 1999.
È stato preside della facoltà di scienze della comunicazione della stessa università tra il 2000 e il 2002. È stato presidente del master in ideazione, management e marketing degli eventi culturali (Sapienza) fino al gennaio 2008. Negli anni 1997-1999 ha coordinato il Comitato Scientifico del Summit della Comunicazione della Telecom. È stato consigliere di amministrazione del Teatro Stabile di Roma e membro della commissione cultura della Comunità europea. È stato docente di sociologia della comunicazione presso la Libera università internazionale degli studi sociali Guido Carli (Luiss), Libera Università Internazionale degli Studi Sociali di Roma.
Accanto al lavoro di docente, ha svolto attività di ricerca (varietà, telefilm, palinsesto, soap-opera, ecc.) per la RAI e per Mediaset, per il CNR e per il Ministero dei Beni Culturali. Ideatore e consulente di eventi, organizza mostre, convegni e seminari nazionali e internazionali. Ha ideato e realizzato programmi radiofonici e televisivi; ha redatto sceneggiature nel campo della fiction cinematografica e televisiva; ha curato progetti di video installazione e multivisione. Dirige la newsletter italiana di mediologia. È iscritto al movimento politico dei Radicali Italiani. Segue come supervisore i progetti di Solstizio Project, nato nel 2008 dalle sperimentazioni artistiche di Giuseppe Stampone.

## Opere

### Saggistica
- La classe dei colti (1970), con Claudia Micocci e Lucia Strappini, Roma-Bari, Laterza.
- Forme estetiche e società di massa (1973), Venezia, Marsilio Editori (nuova edizione 2001).
- L'immagine filmica. Materiali di studio (1974), Roma, Bulzoni (Edizione spagnola, La imagen fílmica, Editorial Gustavo Fili, (1978).)
- Introduzione allo studio delle teorie cinematografiche americane (1910-1929) (1975), Biennale di Venezia.
- La Grande Scimmia. Mostri, vampiri, automi, mutanti. L'immaginario collettivo dalla letteratura al cinema e all'informazione (1979), Roma, Napoleone.
- Pornograffiti. Trame e figure del fumetto italiano per adulti (1980), con Laura Barbiani, Roma, Napoleone.
- Spettacolo e metropoli. Attore, messa in scena, spettatore (1981), con Maria Luisa Buovolo, Stefano Masi, Achille Pisanti, Napoli Liguori.
- Il fantasma fracassone. Pci e politica della cultura (1982), Roma, Edizioni Lerici.
- Archeologie dell'immaginario. Segmenti dell'industria culturale tra ‘800 e ‘900 (1988), Napoli, Liguori.
- Il corpo elettronico (1988), Firenze, La Nuova Italia.
- Metafore della pubblicità (1988), Genova, Costa & Nolan.
- Materiali di sociologia della letteratura (1992), saggi einaudiani per un volume dell'Ente Regionale per il Diritto allo Studio Universitario, Napoli.
- Elogio del tempo nuovo. Perché Berlusconi ha vinto (1994), Genova, Costa & Nolan.
- Dizionario della pubblicità. Storia, Tecniche, Personaggi (1994), con Fausto Colombo, Bologna, Zanichelli.
- La radio che non c'è: settant'anni, un grande futuro (1994), a cura di Franco Monteleone, Roma, Donzelli.
- Viaggi di ritorno. Saggi sulla comunicazione (1981-1993) (1995), Bologna, Esculapio.
- Lo splendore della TV. Origini e destino del linguaggio audiovisivo (1995), Genova, Costa & Nolan (edizione francese La splendeur de la télévision. Origines et développement des médias de masse (2006), Parigi, L'Harmattan)
- Analfabeti di tutto il mondo uniamoci (1996), Genova, Costa & Nolan.
- La bellezza per te e per me (1998), Milano, Bompiani.
- Zapping. Sociologia dell'esperienza televisiva (1999), con Andrea Miconi, Napoli, Liguori.
- L'industria culturale. Tracce e immagini di un privilegio (2000), con Davide Borrelli, Roma, Carocci Editore.
- A chi serve la new economy (2000), Roma, Luca Sossella editore.
- La casa delle idee. Procter & Gamble e la cultura dell'innovazione (2001), con Americo Bazzoffia, Milano, Lupetti Editori di comunicazione.
- L'Intelligenza del mondo, fondamenti di storia e teoria dell'immaginario (2001), Roma, Meltemi Editore.
- Lessico della Comunicazione (2003), Roma, Meltemi Editore.
- La città infinita (2004), con Aldo Bonomi, Milano, Bruno Mondadori.
- Tutto è Berlusconi, radici, metafore e destinazioni del tempo nuovo (2004), con Vincenzo Susca, Lupetti Editore.
- L'occhio di Joker. Cinema e modernità (2006), Roma, Carocci.
- Sociologie della comunicazione (2007), con Paolo Mancini, Roma-Bari, Laterza.
- La grande scimmia. Mostri, vampiri, automi, mutanti. L'immaginario collettivo dalla letteratura al cinema e all'informazione (2008), Roma, Luca Sossella editore.
- Contro l'Occidente. Analfabeti di tutto il mondo uniamoci, (2010), Milano, Bevivino Editore
- Il viaggio (in)finito, (2011), Milano, Università Bocconi Editore
- Il crepuscolo dei barbari (2011), Milano, Bevivino Editore
- Punto zero. Il crepuscolo dei barbari (2015), Roma, Luca Sossella editore.
- La metropoli come mondo in rovina (2017), Roma, Rogas Edizioni.
- Delle cose che non si sanno si deve dire. Transmutazioni (2023), Modena, Edizioni estemporanee.

## Filmografia
- Ecce Bombo regia di Nanni Moretti (attore, 1978)
- Sign Gene regia di Emilio Insolera (sceneggiatura, 2017)